# La Yácata
La Yácata är en ort i Mexiko.   Den ligger i kommunen Tacámbaro och delstaten Michoacán de Ocampo, i den södra delen av landet, 230 km väster om huvudstaden Mexico City. La Yácata ligger 1 330 meter över havet och antalet invånare är 104.
Terrängen runt La Yácata är lite bergig, och sluttar söderut. Runt La Yácata är det glesbefolkat, med 14 invånare per kvadratkilometer. Närmaste större samhälle är Tacámbaro de Codallos, 13,8 km väster om La Yácata. I omgivningarna runt La Yácata växer huvudsakligen savannskog.